# Ouragan Jeanne
L'ouragan Jeanne, dixième tempête tropicale à recevoir un nom en 2004, fut parmi les huit ouragans de l'année et le quatrième à toucher les côtes de la Floride. À son maximum, elle atteignit la catégorie 3 sur l'échelle de Saffir-Simpson et toucha successivement les Îles Vierges, Porto Rico, la République dominicaine, le nord-est des Bahamas et la Floride. Haïti fut le plus durement touché avec plus de 3 000 morts du fait des inondations et des coulées de boue.
Comme le veut la tradition, à la suite des dommages causés, le prénom Jeanne fut retiré de la liste des cyclones et remplacé par Julia dans la série de 2010.

## Historique
La dépression tropicale no 11 se forma à partir d'une onde tropicale, à 110 km au sud-est de la Guadeloupe dans la soirée du 13 septembre 2004 et fut reclassée en tempête tropicale Jeanne le lendemain. Celle-ci passa au sud des îles Vierges le 15 septembre et toucha Porto Rico le même jour, près de Yabucoa. Après avoir croisé Porto Rico, Jeanne atteignit le niveau d'ouragan de catégorie 3 le 16 septembre à l'approche de la pointe Est de la République dominicaine, sur l'île d'Hispaniola.
Jeanne retomba au statut de tempête tropicale le même jour lors de sa lente traversée sur l'île montagneuse jusqu'au 17 septembre avant de rejoindre la mer en fin d'après-midi redevenant une dépression tropicale. Néanmoins, bien que ne touchant pas directement Haïti, la tempête fut assez importante pour causer de fortes précipitations à l'origine d'inondations et de coulées de boue dans le Nord-Ouest montagneux d’Haïti, provoquant la mort de près de 3 000 personnes.
Le 18 septembre, alors que le système dépressionnaire se trouvait au large d’Haïti, un nouveau centre se forma au Nord-est, dissipant la circulation précédente. Le nouveau centre se renforça et redevint un ouragan le 20 septembre. Jeanne fit une boucle complète sur plusieurs jours avant de se diriger plein Ouest vers les Bahamas et la Floride. Elle continua de grossir lors de son passage sur les Bahamas le matin du 25 septembre et atteignit la catégorie 3 peu après. Maintenant cette force lors de son passage sur Grand Bahama, elle atteignit les côtes de Floride pendant la nuit sur l'île de Hutchinson (comté d'Indian River) à seulement 3 km du mur de protection, point où l'ouragan Frances frappa à peine deux semaines plus tôt.
Jeanne suivit la même trajectoire que Frances puis bifurqua rapidement vers le nord, à travers les États-Unis, suivant la frontière de la Géorgie, où Frances était ressorti dans le golfe du Mexique. Le 28 septembre, elle devint extra-tropicale au niveau de la Virginie et retourna à la mer le 29 au niveau du New Jersey. Jeanne finit dans l'Atlantique à l'est de New York.

## Zones touchées

### Porto Rico
La totalité du réseau électrique portoricain fut arrêtée par les autorités afin d'éviter des électrocutions et des dommages aux infrastructures. Cette coupure causa indirectement la mort de trois personnes et une perte économique estimée à 200 millions de dollars US. 600 000 personnes se retrouvèrent sans eau courante et la végétation de la forêt nationale des Caraïbes fut très abîmée. On rapporta un total de sept morts à la suite du passage de Jeanne.

### République dominicaine
La tempête tropicale toucha la République dominicaine par sa côte Nord dans la zone touristique de Punta Cana et atteignit le statut d'ouragan de catégorie 3. Lors de sa lente progression le long de la côte, elle détruisit de nombreuses habitations dans la ville de Samaná. Les décès de 18 personnes sont imputés à Jeanne.

### Haïti
De fortes pluies (330 mm) sur les montagnes du Nord d'Haïti causèrent de graves inondations et des coulées de boue dans les départements de l'Artibonite et du Nord-Ouest, affectant 300 000 personnes. Les dommages furent particulièrement graves dans la ville côtière des Gonaïves, touchant 80 % des 100 000 habitants. Les pluies furent si intenses que pendant plusieurs jours, les autorités haïtiennes déclarèrent avoir perdu trace de l'Île de la Tortue. Le décompte final de Jeanne en Haïti s'élève à 3 006 morts dont 2 862 dans la ville des Gonaïves. 
De nombreux cadavres ne furent pas enterrés pendant plusieurs jours et les secouristes durent faire des enterrements collectifs d'urgence afin d'éviter les épidémies. Certains corps emportés en mer par les eaux ne furent jamais retrouvés. Les inondations continuèrent bien après que Jeanne eut quitté Haïti. Les pillages se généralisèrent dans la zone sinistrée et les forces de l'ONU durent parfois affronter la foule lors des distributions de vivres.

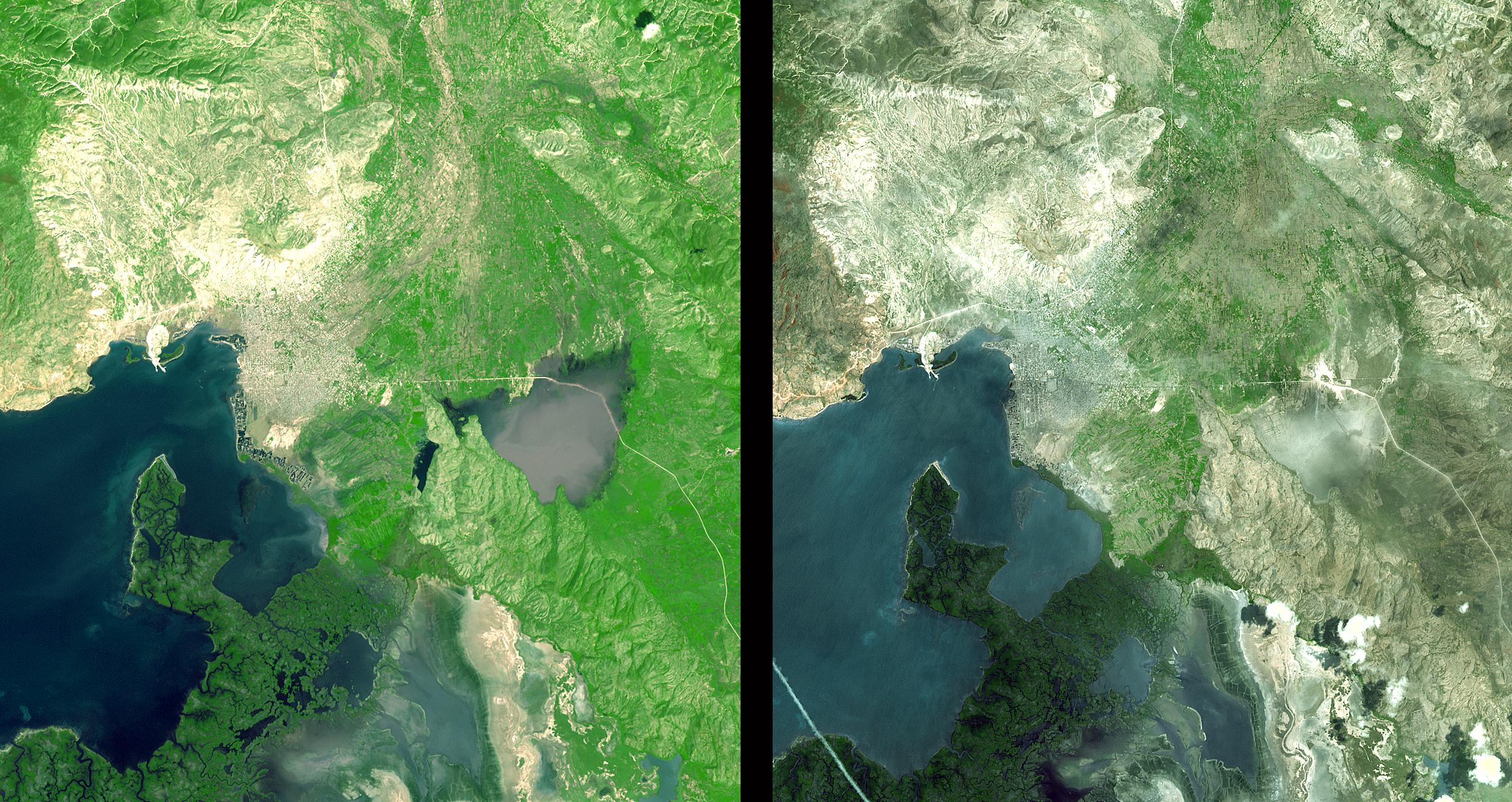
Les Gonaïves avant et après l'ouragan Jeanne.
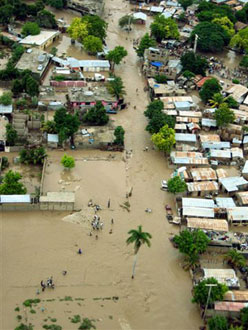
Inondations à Haïti.
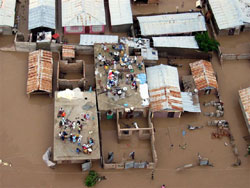
Inondations à Haïti.
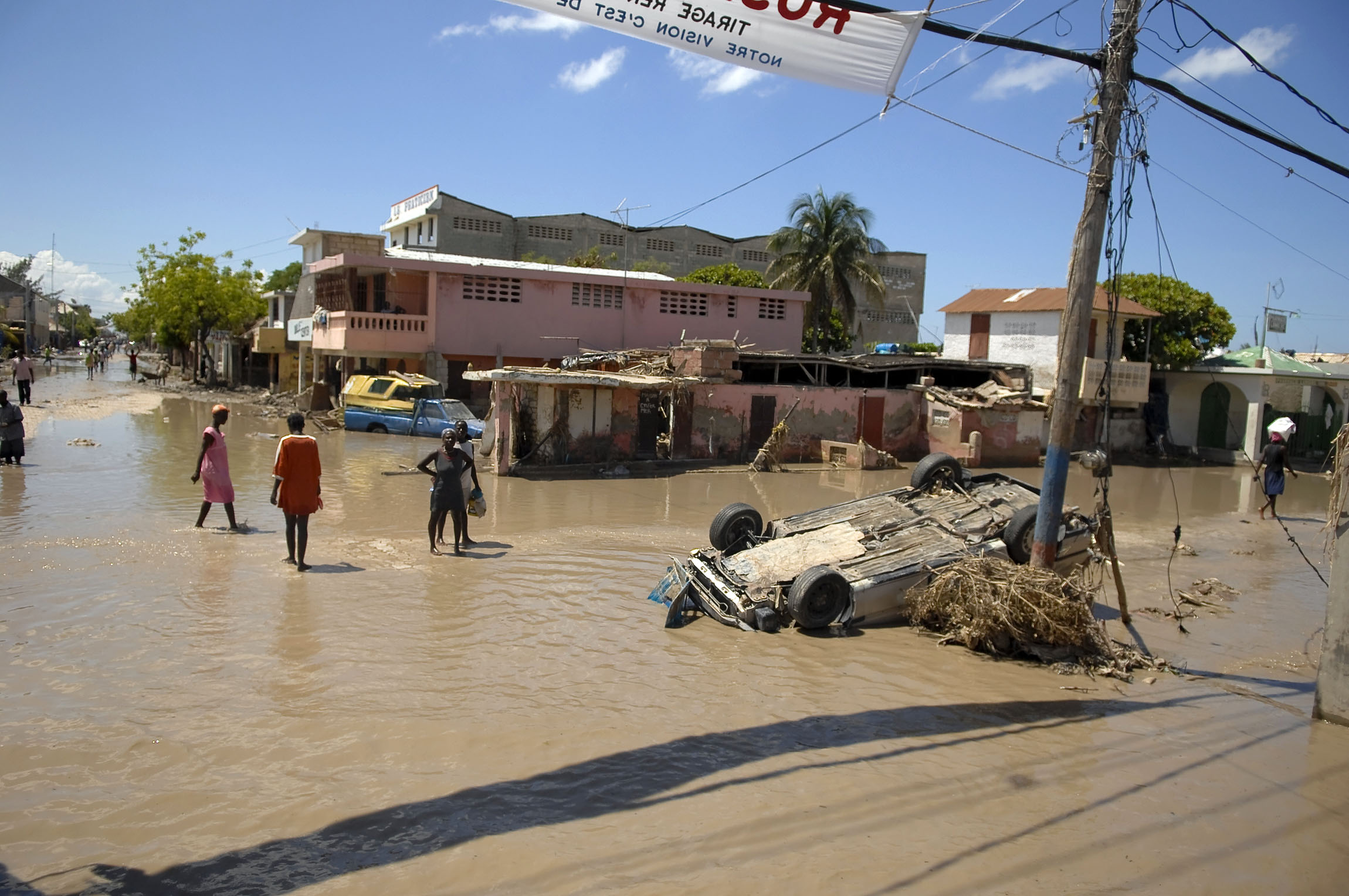
Les Gonaïves après le passage de l'ouragan.

### États-Unis
En Floride, plusieurs millions de personnes ont été privées d'électricité, certaines pour la troisième fois en un mois (à la suite du passage des ouragans Frances et Ivan). Il n'y eut que 5 morts sur la totalité des États-Unis dont 3 en Floride, un en Caroline du Sud et un en Virginie. Les dommages aux États-Unis furent estimés à près de 6,9 milliards de dollars, plaçant Jeanne à la huitième place des ouragans les plus coûteux.
Pendant que la tempête évoluait vers le nord-est des Appalaches, elle continua de produire des pluies abondantes et des inondations soudaines. Le 28 septembre, les précipitations atteignirent 150 mm dans le New Jersey, entraînant de graves inondations dans la région de Philadelphie. Des tornades furent aussi observées dans la région de Wilmington (Delaware) et de Cherry Hill (New Jersey).